# خودکودتای ۲۰۲۱ تونس
خودکودتای ۲۰۲۱ تونس در ۲۵ ژوئیه ۲۰۲۱ رخ داد، زمانی که قیس سعید، رئیس‌جمهور تونس، هشام مشیشی، نخست‌وزیر تونس را برکنار کرد، مجمع نمایندگان مردم را به حالت تعلیق درآورد و مصونیت پارلمانی اعضای آن را لغو کرد. این اقدام که به عنوان یک خودکودتا توصیف می‌شود که با یک دوره بی‌ثباتی سیاسی، با مجموعه‌ای از اعتراضات علیه دولت مورد حمایت حزب النهضه و فروپاشی سیستم بهداشت و درمان تونس در بحبوحه دنیاگیری کووید-۱۹ در این کشور، بروز پیدا کرد.
سعید، فردای کودتا، منع رفت و آمد یک‌ماهه را از ساعت ۷ شب تا ۶ صبح اعمال کرد. در ماه اکتبر، نجلا بودن رمضان، به ریاست دولت جدید، منصوب شد و او را به نخستین نخست‌وزیر زن در تونس و جهان عرب تبدیل کرد. در ژوئیه ۲۰۲۲، قانون اساسی جدیدی که اختیارات رئیس‌جمهور را گسترش می‌دهد، پس از همه‌پرسی و تحریم بیش از دو سوم رأی دهندگان، به تصویب رسید و راه را برای انتخابات پارلمانی در دسامبر ۲۰۲۲ و ژانویه ۲۰۲۳، هموار کرد که نیز توسط بخش زیادی از مردم، تحریم شد.